# Ніжинське (Калінінградська область)
Ніжинське (рос. Нежинское) — селище Нестеровського району, Калінінградської області Росії. Входить до складу Ілюшинського сільського поселення.
Населення —  1 особа (2015 рік). 

## Населення
| 2002 | 2010 |
| ---- | ---- |
| 22   | ↘1   |